# Laothoes pallaschi
Laothoes pallaschi is een vlokreeftensoort uit de familie van de Calliopiidae. De wetenschappelijke naam van de soort is voor het eerst geldig gepubliceerd in 1999 door Coleman.